# Bojan Nešić
Bojan Nešić (14 dicembre 1996) è un giocatore di football americano serbo, che gioca nel ruolo di tight end per i Banat Bulls.